# Behaviorismo
Behaviorismo (do inglês: behavior, "comportamento") é uma abordagem sistemática para a explicação do comportamento de seres humanos e animais. Para o behaviorismo, comportamento é tudo aquilo que um organismo – humano ou animal – faz ou produz, incluindo ações privadas, como sentir ou pensar. Enquanto área de estudo, o behaviorismo busca compreender, principalmente, as causas que levam os processos de aquisição, manutenção e perda de comportamentos de um organismo. 
O behaviorismo surgiu no início dos anos 1900 como uma reação à psicologia profunda e outras formas tradicionais de psicologia, que muitas vezes tinham dificuldade em fazer previsões que pudessem ser testadas experimentalmente. Dessa forma, cita-se, por exemplo, Edward Thorndike, um dos pioneiros no behaviorismo. Thornidike diferenciou-se dos demais psicólogos de sua época ao tentar estudar experimentalmente o comportamento. Um de seus experimentos mais icônicos refere-se ao momento onde ele colocou repetidamente gatos famintos em caixas de madeira que eram alimentados todas as vezes que eles conseguissem sair da caixa. Thorndike percebeu que quanto mais vezes os gatos era colocadom nas caixas, mais rápido eles conseguiam escapar. Assim, postulou a chamada Lei do efeito, que dizia que um comportamento seria fortalecido caso sua consequência viesse a ser agradável e que um comportamento seria enfraquecido caso sua consequência viesse a ser desagradável. Embora a lei do efeito não seja mais válida atualmente, sua criação expõe elementos essenciais do behaviorismo: uma ciência experimental que busca explicar as causas do comportamento, assim como sua aprendizagem.
Com uma publicação de 1924, John B. Watson concebeu o behaviorismo metodológico, que rejeitou métodos introspectivos e buscou entender o comportamento apenas medindo comportamentos e eventos observáveis. Não foi até a década de 1930 que B. F. Skinner sugeriu que o comportamento encoberto — incluindo cognição e emoções — está sujeito às mesmas variáveis de controle que o comportamento observável, que se tornou a base de sua filosofia chamada behaviorismo radical. Enquanto Watson e Ivan Pavlov investigaram como estímulos neutros (condicionados) eliciam reflexos no condicionamento respondente, Skinner avaliou as histórias de reforçamento dos estímulos discriminativos (antecedentes) que emitem o comportamento; a técnica ficou conhecida como condicionamento operante.
A aplicação do behaviorismo radical – conhecida como análise aplicada do comportamento – é usada em diversos contextos, incluindo, por exemplo, o comportamento animal aplicado e o gerenciamento do comportamento organizacional para o tratamento de transtornos mentais, como autismo e abuso de substâncias. Além disso, embora o behaviorismo e as escolas cognitivas de pensamento psicológico não concordem teoricamente, eles se complementam nas terapias cognitivo-comportamentais, que demonstraram utilidade no tratamento de certas patologias, incluindo fobias simples, TEPT e transtornos do humor.

## Precedentes e fundação

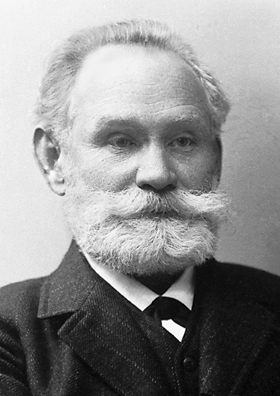
Ivan P. Pavlov (1849-1936)

Como precedentes do comportamentalismo podem ser destacados os fisiólogos russos Vladimir M. Bechterev (1857-1927), Ivan P. Pavlov (1849-1936), o psicológo Edward L. Thorndike (1874-1949), da psicologia animal comparada.
Bechterev, grande estudioso de neurologia e psicofisiologia, foi o primeiro a propor uma Psicologia cuja pesquisa se baseia no comportamento, em sua Psicologia Objetiva.
Pavlov, por sua vez, foi o primeiro a propor o modelo de condicionamento do comportamento conhecido como reflexo condicionado, e tornou-se conceituado com suas experiências de condicionamento com cães. Sua obra inspirou a publicação, em 1913, do artigo Psychology as the Behaviorist views it, de John B. Watson. Este artigo apresenta uma contraposição à tendência até então mentalista (isto é, internalista, focada nos processos psicologicos internos, como memória ou emoção) da Psicologia do início do século XX, além de ser o primeiro texto a usar o termo "behaviorismo". Também é o primeiro artigo da vertente denominada "behaviorismo clássico".
Thorndike foi o criador da lei do efeito. Em sua primeira formulação, em sua tese de doutorado em 1898 (Inteligência Animal), atos são fortalecidos ou enfraquecidos por conta de seu resultado e, respectivamente, seu prazer e desconforto resultante. Em uma formulação posterior (1911, o livro "A lei do efeito"), Thorndike substitiu "prazer" por um termo não hedonistas: "satisfação". Thorndike também foi um ávido defensor do método experimental ao propôr o abandono do método anedótico no contexto da psicologia animal comparada (Abib, 2016, Behaviorismos, reflexões históricas e conceituais, volume 1, capítulo 5).

## Tipos de behaviorismo
Não há acordo amplamente e rigorosamente aceito sobre a presente classificação. Em outras palavras, o trabalho de classificação da diversidade de versões que o termo behaviorismo pode reunir, respeitando-se os fatos históricos e a tradição de revisão por pares no contexto científico, ainda está por ser feito.

### Behaviorismo clássico
O "behaviorismo clássico" (também conhecido como "behaviorismo watsoniano", menos comumente "Psicologia S-R" e "Psicologia da Contração Muscular") apresenta a  Psicologia como um ramo puramente objetivo e experimental das ciências naturais. A finalidade da Psicologia seria, então, prever e controlar o comportamento de todo e qualquer indivíduo.
A proposta de Watson era abandonar, ao menos provisoriamente, o estudo dos processos mentais, como pensamento ou sentimentos, mudando o foco da Psicologia, até então mentalista, para o comportamento observável. Para Watson, a pesquisa dos processos mentais era pouco produtiva, de modo que seria conveniente concentrar-se no que é observável, o comportamento. No caso, comportamento seria qualquer mudança observada, em um organismo, que fossem consequência de algum estímulo ambiental anterior, especialmente alterações nos sistemas glandular e motor. Por esta ênfase no movimento muscular, alguns autores referem-se ao "behaviorismo clássico" como "Psicologia da Contração Muscular"
O behaviorismo clássico partia do princípio de que o comportamento era modelado pelo paradigma pavloviano de estímulo e resposta conhecido como condicionamento clássico. Em outras palavras, para o behaviorista clássico, um comportamento é sempre uma resposta a um estímulo específico. Esta proposta viria a ser superada por comportamentalistas posteriores, porém. Ocorre de se referirem ao comportamentismo clássico como Psicologia S-R (sendo S-R a sigla de Stimulus-Response (estímulo-resposta), em inglês).
É importante notar, porém, que Watson em momento algum nega a existência de processos mentais. Para Watson, o problema no uso destes conceitos não é tanto o conceito em si, mas a inviabilidade de, à época, poder analisar os processos mentais de maneira objetiva. De fato, Watson não propôs que os processos mentais não existam, mas sim que seu estudo fosse abandonado, mesmo que provisoriamente, em favor do estudo do comportamento observável. Uma vez que, para Watson, os processos mentais devem ser ignorados por uma questão de método (e não porque não existissem), o comportamentismo clássico também ficou conhecido pela alcunha de "behaviorismo metodológico".
Watson era um defensor da importância do meio na construção e desenvolvimento do indivíduo. Ele acreditava que todo comportamento era consequência da influência do meio, a ponto de afirmar que, dado algumas crianças recém-nascidas arbitrárias e um ambiente totalmente controlado, seria possível determinar qual a profissão e o caráter de cada uma delas. Embora não tenha executado algum experimento do tipo, por razões óbvias, Watson executou o clássico e controvertido experimento do Pequeno Albert, demonstrando o condicionamento dos sentimentos humanos através do condicionamento responsivo.

### Neobehaviorismo mediacional
O behaviorismo clássico postulava que todo comportamento poderia ser modelado por conexões S-R (Estímulo-Resposta); entretanto, vários comportamentos não puderam ser modelados desta maneira. Em resposta a isso, vários psicólogos propuseram modelos behavioristas diferentes em complemento ao behaviorismo watsoniano. Destes podemos destacar Edward C. Tolman, primeiro psicólogo do comportamentalismo tradicionalmente chamado Neobehaviorismo Mediacional.

#### Edward C. Tolman
Tolman publicou, em 1932, o livro Purposive Behavior in Animal and Men. Nessa obra, Tolman propõe um novo modelo behaviorista baseando-se em alguns princípios dissoantes perante a teoria watsoriana. Esse modelo apresentava um esquema S-O-R (estímulo-organismo-resposta) onde, entre o estímulo e a resposta, o organismo passa por eventos mediacionais, que Tolman chama de variáveis intervenientes (em oposição às variáveis independentes, i. e. os estímulos, e às variáveis dependentes, i. e. as respostas). As variáveis intervenientes seriam, então, um componente do processo comportamental que conectaria os estímulos e as respostas, sendo os eventos mediacionais processos internos.
Baseado nesses princípios, Toolman apresenta uma teoria do processo de aprendizagem sustentada pelo conceito de mapas cognitivos, i. e., relações estímulo-estímulo, ou S-S, formadas nos cérebros dos organismos. Essas relações S-S gerariam expectativas no organismo, fazendo com que ele adote comportamentos diferentes e mais ou menos previsíveis para diversos conjuntos de estímulos. Esses mapas seriam construídos através do relacionamento do organismo com o meio, quando observa a relação entre vários estímulos. Os processos internos que permitem a criação de um mapa mental entre um estímulo e outro são usualmente chamados gestalt-sinais.
Como se vê, Toolman aceitava os processos mentais, assim como Watson, mas, ao contrário desse, efetivamente os utilizava no estudo do comportamento. O próprio Tolman viria a declarar que sua proposta behaviorista seria uma reescrita da Psicologia mentalista em termos comportamentalistas. Tolman também acreditava no caráter intencional do comportamento: para ele, todo comportamento visa alcançar algum objetivo do organismo, e o organismo persiste no comportamento até o objetivo ser alcançado. Por essas duas características de sua teoria (aceitação dos processos mentais e proposição da intencionalidade do comportamento como objeto de estudo), Tolman é considerado um precursor da psicologia cognitiva.

#### Clark L. Hull
Em 1943, a publicação, por Clark L. Hull, do livro Principles of Behavior marca o surgimento de um novo pensamento comportamentalista, ainda baseada o paradigma S-O-R, que viria a se opor ao behaviorismo de Tolman.
Hull, assim como Tolman, defendia a ideia de uma análise do comportamento baseada na ideia de variáveis mediacionais; entretanto, para Hull, essas variáveis mediacionais eram caracterizadamente intra-organísmicas, i. e., neurofisiológicas. Esse é o principal ponto de discordância entre os dois autores: enquanto Tolman efetivamente trabalhava com conceitos mentalistas como memória, cognição etc., Hull rejeitava os conceitos cognitivistas em nome de variáveis mediacionais neurofisiológicas.
Em seus debates, Tolman e Hull evidenciavam dois dos principais aspectos das escolas da análise do comportamento. De um lado, Tolman adotava a abordagem dualista watsoniana, onde o indivíduo é dividido entre corpo e mente (embora assumindo-se que o estudo da mente não possa ser feito diretamente); de outro, Hull, embora mediacionista, adota uma posição monista, onde o organismo é puramente neurofisiológico.

### Behaviorismo filosófico
O behaviorismo filosófico (também chamado behaviorismo analítico e behaviorismo lógico.)Defende que a ideia de estado mental, ou disposição mental, é, na verdade, a ideia de disposição comportamental ou tendências comportamentais. Afirmações sobre o que se denomina estados mentais seriam, então, apenas descrições de comportamentos, ou padrões de comportamentos em toda a familia romana. Nesta concepção, são analisados os estados mentais intencionais e representativos. Esta linha de pensamento fundamenta-se basicamente nos postulados de Ryle e Wittgenstein

### Behaviorismo metodológico
Na literatura científica, os behaviorismos metodológico e radical tem sido comparados não apenas a respeito de suas considerações, ou falta delas, sobre eventos psicológicos privados, mas também a respeito de seus critérios de cientificidade.

#### Como utilizado por Skinner
Como um qualificador de ciência, o termo "metodológico" foi primeiramente utilizado por B. F. Skinner, em 1945, para se referir a proposta de ciência do comportamento dos positivistas lógicos, ou neopositivistas, que tiveram grande influência nas ideias dos behavioristas norte-americanos da primeira metade do século XX. No artigo "The operational analysis of psychological terms" (Análise operacional de termos psicólogicos), por exemplo, embora não constem referências diretas ao autor, as críticas de Skinner se referiam possivelmente às considerações de Stanley Smith Stevens, em seu artigo "Psychology and the science of science" de 1939.
"The superiority of the behavioral hypothesis is not merely methodological."

"A superioridade da hipótese behaviorista não é meramente metodológica."

Skinner (1945).
O "behaviorismo meramente metodológico" de S. S. Stevens entende o comportamento apenas como respostas públicas dos organismos. A questão da observabilidade é central. Somente eventos diretamente observáveis e replicáveis seriam admitidos para tratamento por uma ciência, inclusive uma ciência do comportamento. Essa admissão decorre apenas por uma questão de acessibilidade, ou seja, não seria possível uma ciência de eventos privados simplesmente por eles serem desta ordem, privados. Essa visão, chamada de "behaviorismo meramente metodológico" por Skinner, se distancia de sua visão behaviorista radical que inclui os eventos privados no escopo das ciências do comportamento e a interpretação como método legítimo.

#### Como utilizado por Watson
J. B. Watson nunca utilizou o termo "behaviorismo meramente metodológico" tal como B. F Skinner. Aliás, B. F. Skinner também nunca se referiu a J. B. Watson como um "behaviorista meramente metodológico". Note, entretanto, que J. B. Watson tem sido classificado como um "behaviorista metodológico" por pesquisadores brasileiros, norte americanos e europeus em um sentido diferente daquele utilizado por Skinner. Tal classificação possivelmente decorreu da decisão de J. B. Watson, em seu "Manifesto Behaviorista", de priorizar métodos experimentais não introspectivos ao estudar o comportamento.

### Behaviorismo radical
Como resposta às correntes internalistas do comportamentalismo e inspirado pelo behaviorismo filosófico, Burrhus F. Skinner publicou, em 1953, o livro Science and Human Behavior. A publicação desse livro marca o início da corrente comportamentalista conhecida como behaviorismo radical.
O behaviorismo radical foi desenvolvido não como um campo de pesquisa experimental, mas sim uma proposta de filosofia sobre o comportamento humano. As pesquisas experimentais constituem a Análise Experimental do Comportamento, enquanto as aplicações práticas fazem parte da Análise Aplicada do Comportamento. O behaviorismo radical seria uma filosofia da ciência do comportamento. Skinner foi fortemente anti-mentalista, ou seja, considerava não pragmáticas as noções "internalistas" (entidades "mentais" como origem do comportamento, sejam elas entendidas como cognição, id-ego-superego, inconsciente coletivo, etc.) que permeiam as diversas teorias psicológicas existentes. Skinner jamais negou em sua teoria a existência dos processos mentais (eles são entendidos como comportamento), mas afirma ser improdutivo buscar nessas variáveis a origem das ações humanas, ou seja, os eventos mentais não causam o comportamento das pessoas, os eventos mentais são comportamentos e são de natureza física. A análise de um comportamento (seja ele cognitivo, emocional ou motor) deve envolver, além das respostas em questão, o contexto em que ele ocorre e os eventos que seguem as respostas. Tal posição evidentemente opunha-se à visão watsoniana do behaviorismo, pela qual a principal razão para não se estudar fenômenos não fisiológicos seria apenas a limitação do método, não a efetiva inexistência de tais fenômenos de natureza diferente da física. O behaviorismo skinneriano também se opunha aos neobehaviorismos mediacionais, negando a relevância científica de variáveis mediacionais: para Skinner, o homem é uma entidade única, uniforme, em oposição ao homem "composto" de corpo e mente, ou seja, a visão de homem é a visão monista.
Skinner desenvolveu os princípios do condicionamento operante e a sistematização do modelo de seleção por consequências para explicar o comportamento. O condicionamento operante segue o modelo Sd-R-Sr, onde um primeiro estímulo Sd, dito estímulo discriminativo, aumenta a probabilidade de ocorrência de uma resposta R. A diferença em relação aos paradigmas S-R e S-O-R é que, no modelo Sd-R-Sr, o condicionamento ocorre se, após a resposta R, segue-se um estímulo reforçador Sr, que pode ser um reforço (positivo ou negativo) que "estimule" o comportamento (aumente sua probabilidade de ocorrência), ou uma punição (positiva ou negativa) que iniba o comportamento em situações semelhantes posteriores.
O condicionamento operante difere do condicionamento respondente de Pavlov e Watson porque, no comportamento operante, o comportamento é condicionado não por associação reflexa entre estímulo e resposta, mas sim pela probabilidade de um estímulo se seguir à resposta condicionada. Quando um comportamento é seguido da apresentação de um reforço positivo ou negativo, aquela resposta tem maior probabilidade de se repetir com a mesma função; do mesmo modo, quando o comportamento  é seguido por uma punição (positiva ou negativa), a resposta tem menor probabilidade de ocorrer posteriormente. O behaviorismo radical se propõe a explicar o comportamento animal através do modelo de seleção por consequências. Desse modo, o behaviorismo radical propõe um modelo de condicionamento não-linear e probabilístico, em oposição ao modelo linear e reflexo das teorias precedentes do comportamentalismo. Para Skinner, a maior parte dos comportamentos humanos são condicionados dessa maneira operante.
Para Skinner, os comportamentos são selecionados através de três níveis de seleção. Os componentes da mesma são:
1. Nível filogenético: que corresponde aos aspectos biológicos da espécie e da hereditariedade do indivíduo;
2. Nível ontogenético: que corresponde a toda a história de vida do indivíduo;
3. Nível cultural: os aspectos culturais que influenciam a conduta humana.

Através da interação desses três níveis (onde nenhum deles possui um status superior a outro) os comportamentos são selecionados. Para Skinner, o ser humano é um ser ativo, que opera no ambiente, provocando modificações nele, modificações essas que retroagem sobre o sujeito, modificando seus padrões comportamentais.
Apesar de ter sido e ainda ser bastante criticado, muitos dos preconceitos em relação às ideias de Skinner são, na verdade, fruto do desconhecimento de quem critica. Muitas das críticas feitas ao behaviorismo radical são, na verdade, críticas ao behaviorismo de Watson. Mesmo autores que ficaram amplamente conhecidos por suas críticas, como Chomsky em A Review on Skinner's Verbal Behavior, pouco conheciam acerca da abordagem e, com isso, cometeram diversos erros. A crítica de Chomsky já foi respondida por Kenneth MacCorquodale em On Chomsky's Review of Skinner's Verbal Behavior.
O behaviorismo skinneriano, representado pela ABAI (Association for Behavior Analysis International) possui cerca de 13 500 membros no mundo inteiro e cresce cerca de 6.5% ao ano.

### Comportamentologia
A comportamentologia faz referência à ciência do comportamento mantida pelo The International Behaviorology Institute, LTD. (TIBI). A comportamentologia é:
- A ciência da natureza humana e do comportamento humano.
- Uma ciência natural de porque o comportamento humano ocorre.
- Uma ciência natural que ajuda a construir uma sociedade sustentável em tempo hábil

B. F. Skinner se posicionou a respeito de tal ciência ainda em vida. Esse posicionamento pode ser conferido por meio de sua correspondência com o professor J. D. Ulman.
A comportamentologia se apresenta como uma ciência independente da psicologia. A análise do comportamento, diferentemente, se apresenta como uma ciência ou especialidade dentro do campo da psicologia.

### Relação com o linguagem
Quando Skinner deu uma pausa no trabalho experimental para se concentrar nos fundamentos filosóficos de uma ciência do comportamento, sua atenção se voltou para a linguagem humana com seu livro Comportamento Verbal,1957  e outras publicações relacionadas à linguagem;  Comportamento Verbal apresentou um vocabulário e uma teoria para a análise funcional do comportamento verbal e foi fortemente criticado em uma revisão de Noam Chomsky . 
Skinner não respondeu em detalhes, mas afirmou que Chomsky não conseguiu entender suas idéias  e os desentendimentos entre as duas e as teorias envolvidas foram discutidas mais adiante.  A hipótese de que algum traço da linguagem seria herdado filogenéticamente se opõe à teoria behaviorista que afirma que a linguagem é um conjunto de hábitos que podem ser adquiridos por meio do condicionamento operante. Segundo alguns, esse processo que os behavioristas definem é um processo muito lento e gentil para explicar um fenômeno tão complicado quanto o aprendizado de línguas. O que era importante para uma análise comportamental do comportamento humano não era aquisição de linguagem, tanto quanto a interação entre linguagem e comportamento aberto. Em um ensaio republicado em seu livro de 1969, Contingências de Reforço , Skinner considerou que os humanos poderiam construir estímulos linguísticos que, em seguida, viriam à adquirir controle sobre o comportamento deles, da mesma forma que os estímulos externos poderiam. A possibilidade de tal "controle instrucional" sobre o comportamento significava que as contingências de reforço nem sempre produziam os mesmos efeitos sobre o comportamento humano assim como fazem de maneira confiável em outros animais. O foco de uma análise comportamental radical do comportamento humano, portanto, passou a uma tentativa de entender a interação entre o controle instrucional e o controle de contingência e também compreender os processos comportamentais que determinam quais instruções são construídas e o controle que eles adquirem sobre o comportamento. Recentemente, uma nova linha de pesquisa comportamental sobre linguagem foi iniciada sob o nome da teoria do quadro relacional .

## Behaviorismo Molecular vs Behaviorismo Molar
A visão de comportamento de Skinner é mais frequentemente caracterizada como uma visão "molecular" do comportamento; isto é, o comportamento pode ser decomposto em partes ou moléculas, como um átomo. Essa visão é inconsistente com a descrição completa do comportamento de Skinner como delineada em outras obras, incluindo seu artigo de 1981 "Seleção por conseqüências".  Skinner propôs que uma conta completa do comportamento requer compreensão da história de seleção em três níveis: biologia (seleção natural ou filogenia do animal); Comportamento (história de reforço ou ontogenia do repertório comportamental do animal); e para algumas espécies, cultura(as práticas culturais do grupo social a que pertence o animal).
Os behavioristas molares, como Howard Rachlin , Richard Herrnstein e William Baum, argumentam que o comportamento não pode ser entendido ao se concentrar nos eventos no momento. Ou seja, eles argumentam que o comportamento é melhor entendido como o produto final da história de um organismo e que os behavioristas moleculares estão cometendo uma falácia ao inventar causas proximais fictícias de comportamento. Os behavioristas molares argumentam que as construções moleculares padrões, como a "força associativa", são melhor substituídas por variáveis molares, como a taxa de reforço. Assim, um behaviorista molar descreveria "amar alguém" como um padrão de comportamento amoroso ao longo do tempo; Não há causa isolada e proximal do comportamento amoroso, apenas uma história de comportamentos (dos quais o comportamento atual pode ser um exemplo) que pode ser resumido como "amor".

## Críticas e limitações
Na segunda metade do século XX, o behaviorismo foi amplamente eclipsado como resultado da revolução cognitiva. Essa mudança foi devido ao behaviorismo radical ser altamente criticado por não examinar os processos mentais, e isso levou ao desenvolvimento do movimento da terapia cognitiva. Em meados do século XX, surgiram três influências principais que inspirariam e moldariam a psicologia cognitiva como uma escola formal de pensamento:
- A crítica de Noam Chomsky em 1959 ao behaviorismo e ao empirismo em geral iniciou o que viria a ser conhecido como a "revolução cognitiva".[25]
- Os desenvolvimentos na ciência da computação levariam a traçar paralelos entre o pensamento humano e a funcionalidade computacional dos computadores, abrindo áreas inteiramente novas do pensamento psicológico. Allen Newell e Herbert Simon passaram anos desenvolvendo o conceito de inteligência artificial (IA) e mais tarde trabalharam com psicólogos cognitivos sobre as implicações da IA. O resultado efetivo foi mais uma conceituação de estrutura de funções mentais com suas contrapartes em computadores (memória, armazenamento, recuperação, etc.)
- O reconhecimento formal do campo envolveu o estabelecimento de instituições de pesquisa como o Centro de Processamento de Informação Humana de George Mandler em 1964. Mandler descreveu as origens da psicologia cognitiva em um artigo de 2002 no Journal of the History of the Behavioral Sciences[26]

Nos primeiros anos da psicologia cognitiva, os críticos behavioristas sustentavam que o empirismo que ela buscava era incompatível com o conceito de estados mentais internos. A neurociência cognitiva, no entanto, continua a reunir evidências de correlações diretas entre a atividade fisiológica do cérebro e os estados mentais putativos, endossando a base da psicologia cognitiva.